# 魔法戰隊魔法連者VS刑事連者
《魔法戰隊魔法連者VS刑事連者》。係於日本時間2006年3月10日發售的超級戰隊V-cinema。

## 概要
- 本作為『《魔法戰隊魔法連者》唯一登場的超級戰隊V-cinema作品，下一個V-cinema則是為紀念超級戰隊系列30週年而製作的《轟轟戰隊冒險者VS超級戰隊》，魔法戰隊成員中登場的只有魔法黃-小津翼和魔法光-光。

## 前提
小津兄弟們正在慶祝家族十年一次的紀念日「如夢似幻幸福日」時，不料他們所在的餐廳卻受到了嘴大星人·畢爾奇克的襲擊。

緊急趕往現場支援的刑事連者們迅速地制伏了畢爾奇克後，此時新的敵人類酒星人·龐波現身了。

魔法連者和刑事連者們聯手對付龐波時，正在追緝龐波的幕後黑手「代理商X」，也就是被調派去火舞戰隊的小番亂入。

卻因他的判斷錯誤，導致小麗及茉莉花都成為了龐波手上的人質。

而後，對方向小津家要脅要留人質活口的話，需交出只有小津家才有的「天空之花」。

就在兩大戰隊打算同心協力時，魁卻在這時又與小番起了口角。

另一方面，代理商X也就是冥獸人魔人·阿波羅斯與陰非路西亞再度合作，一步一步實踐牠那遠大的陰謀。

## 登場角色

### 魔法連者
| 演員     | 角色     | 代號             | 台配   |
| -------- | -------- | ---------------- | ------ |
| 橋本淳   | 小津魁   | 魔法紅           | 李世揚 |
| 松本寬也 | 小津翼   | 魔法黃           | 賀宇傑 |
| 甲斐麻美 | 小津麗   | 魔法藍           | 楊凱凱 |
| 別府步美 | 小津芳香 | 魔法粉紅         | 詹雅菁 |
| 伊藤友樹 | 小津蒔人 | 魔法綠           | 梁興昌 |
| 市川洋介 | 光       | 魔法光           | 李香生 |
| 渡邊梓   | 小津深雪 | 魔法媽媽         | 傅其慧 |
| 磯部勉   | 小津勇   | 魔導騎士 ·烏薩德 | 賀宇傑 |

### 刑事連者
| 演員/配音  | 角色        | 代號     | 台配   |
| ---------- | ----------- | -------- | ------ |
| 載寧龍二   | 赤座伴番    | 刑事紅   | 林谷珍 |
| 林剛史     | 戶增寶兒    | 刑事藍   | 賀宇傑 |
| 伊藤陽祐   | 江成仙一    | 刑事綠   | 林谷珍 |
| 木下亞由美 | 禮紋茉莉花  | 刑事黃   | 傅其慧 |
| 菊地美香   | 胡堂小梅    | 刑事粉紅 | 詹雅菁 |
| 吉田友一   | 姶良鐵幹    | 刑事破曉 | 李世揚 |
| 稻田徹     | 高奇·古魯加 | 刑事先鋒 | 李香生 |
| 石野真子   | 白鳥天鵝    | 刑事天鵝 | 楊凱凱 |

### 戰隊關係者
魔法貓·史魔奇｜草尾毅配音/台:林谷珍
魔法蔓陀蘿｜比嘉久美子配音/台:詹雅菁
魔導神官·魅迷｜高戶靖廣配音/台:賀宇傑
妖幻密使·潘瓊莉亞｜渡邊美佐配音/台:傅其慧
娜伊｜和冉千秋飾/台:楊凱凱
梅亞｜北神朋美飾/台:詹雅菁

### 原創角色
冥獸人 魔人阿波羅斯｜竹本英史／台配：林谷珍 聲
陰非路西亞的冥獸人。但他離開陰非路西亞，成為亞布雷拉的弟子，以「代理商X」的名義與宇宙犯罪者們進行黑市交易，作風強勢，還在劇中表示想要超越先師亞布雷拉。口頭禪「我絕對不可能失算的」，對於自己所擬定的計畫具有相當的自信，不輕易因外在因素而動搖。
嘴大星人 畢爾奇克｜未知／台配：梁興昌 聲
巨大的宇宙犯罪者。被牠大嘴吞下去的人或物會被傳送到未知的次元。是名擄人通緝犯，與龐波和代理商X簽訂契約，其任務為綁架小津兄弟。按照慣例，茉莉花替牠取了一個名為「大嘴又吞又嚥君」的綽號（連寶兒都附和這綽號很酷）。會發出「小津、小津...」的聲音。
類酒星人 龐波｜長嶝高士／台配：李香生 聲
與氣泡飲者四人眾同屬類酒星人，但兩者毫無關係。與代理商X簽訂了契約，胸前的魔法陣能吸收光束攻擊轉為自己的能量，但不能吸收物理方面的技能。不喜歡像小梅一樣的矮個子女生，而是偏好高大、有點腿毛的女生類型，因此造就了「光子」和「鐵子」。（笑）

## 裝備·戰力

### 登場機械人
- 魔法王
- 魔法傳說
- 旅行者號
- 刑事連者機械人
- 刑事飛翼機械人

- 刑事飛翼加農砲

- 刑事機車機械人

## 插入歌
『特捜戦隊デカレンジャー』
- 作詞：吉元由美 / 作曲：宮崎步 / 編曲：京田誠一 / 歌：サイキックラバー

『魔法戦隊マジレンジャー』
- 作詞：岩里祐穂 / 作曲：岩崎貴文 / 編曲：京田誠一 / 歌：岩崎貴文

## 幕後
- 原作：八手三郎
- 監督：渡辺勝也
- 脚本：荒川稔久
- 撮影：松村文雄
- 音楽：山下康介、亀山耕一郎
- 製作：tv asahi、東映、東映Video

## 外部連結
- TV朝日官方網站 （页面存档备份，存于）
- 東映官方網站
- 超級戰隊網官方網站 （页面存档备份，存于）
- DVD 魔法戰隊MAGIRANGER特集（東映VIDEO内にある網站）
- 魔法戰隊魔法連者VS刑事連者 （页面存档备份，存于）（日本維基）